# Cremo
Cremo est un groupe de l'industrie laitière suisse fondé le 21 mai 1927, dont le siège se situe à Villars-sur-Glâne dans le canton de Fribourg.

## Sites de production
Les principaux sites d'exploitation se trouvent à Villars-sur-Glâne, Le Mont-sur-Lausanne, Lucens et Sierre.
Au fil des années, Cremo rachète l'entreprise Von Mühlenen à Düdingen, les entreprises Valait et Valcrème à Sierre, une fromagerie à Kriechenwil et en 2014, Cremo ouvre une nouvelle usine de transformation du lait à Lyss,.

## Produits
- Laits : lait de montagne, laits PAST & UHT, lait équitable, chocolat à boire Choky
- Crèmes : crème fraîche, crème à café, double crème de la Gruyère, crème entière, demi-crème
- Beurres : beurre de table, beurre allégé, beurre bio, beurre de cuisine, crème à rôtir
- Yogourts au lait entier
- Fromages : Gruyère AOP, Vacherin Fribourgeois AOP, Emmental AOP, Raclette du Valais AOP (de marque Valdor), Raclette Mazot, Edam Suisse, mélanges fondue
- Thé froid Hit Tea citron et pêche
- Thé froid Alp Tea
- Jus d'orange Felicidad
- Poudre et protéines de lait
- Café froid Lattesso